# سلالة إلياس شاهي
- الیاس شاهی
- ইলিয়াস শাহী

كانت سلالة إلياس شاهي (بالبنغالية: ইলিয়াস শাহী খান্দান، بالفارسية: الیاس شاهی خاندان) أول سلالة مستقلة وضعت أُسسها أواخر القرون الوسطى وهي سلالة المسلمة السنية من سلطنة البنغال. جاءوا من منطقة سيستان، امتد حكمهم من 1342 إلى 1487، على الرغم من فترة خلو العرش لصالح عبيدهم بالإضافة إلى أسرة غانيشا.

## السلالة الأولى

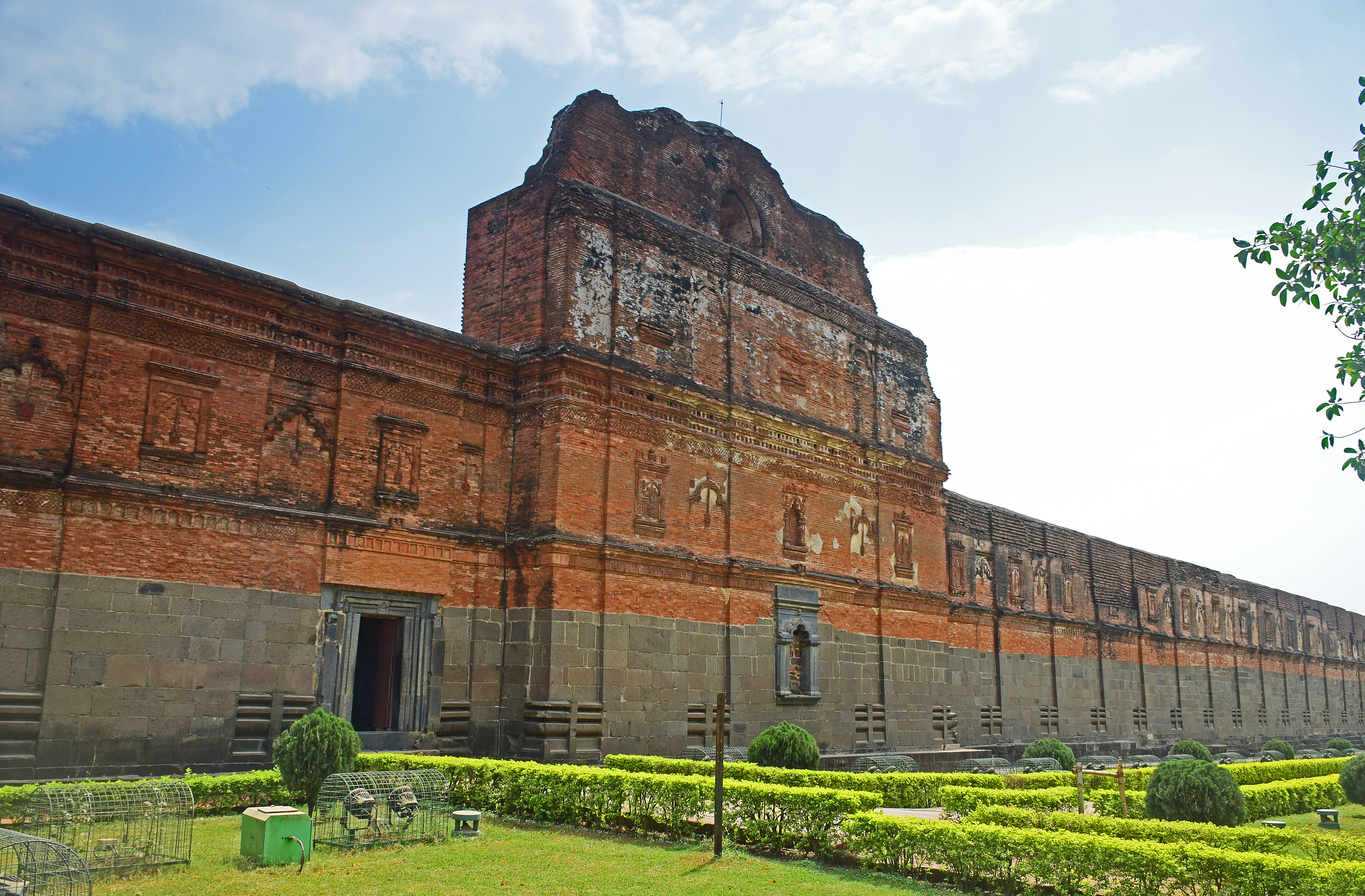
كان مسجد أدينا أكبر مسجد في شبه القارة الهندية، بناها سكندر شاه في حضرت باندوا.

يعود أصل أسلاف إلياس شاه إلى منطقة سيستان، ووفقًا لما ذكره سيد إيه إم آر هاك، وصلوا إلى شبه القارة الهندية دُعاة إلى الإسلام  ومُنحت الأسرة جاكير في البنغال في عام 1227. كانت البنغال تحت سلطنة دلهي في ذلك الوقت.
أثناء ولاية عز الدين يحيى في ساتغاون، تولى شمس الدين إلياس شاه الخدمة تحت قيادته. بعد وفاة يحيى عام 1338، استولى إلياس شاه على ساتغاون وأعلن نفسه سلطانًا مستقلاً عن دلهي. ثم شن حملة عسكرية، وهزم كلا من السلطان علاء الدين علي شاه واختيار الدين غازي شاه واستولى على لاخناوتي وسونارغون  بحلول عام 1342. وأدى ذلك إلى تأسيس البنغال ككيان سياسي موحد وبدأت سلطنة البنغال وسلالتها الأولى، إلياس شاهي.
بعد وفاة شمس الدين، اعتلى العرش ابنه اسكندر شاه. حكم سيكندر على مدى الثلاثين عامًا التالية وبنى مسجد أدينا في باندوا عام 1368 وكوتوالي دروزة في غاودا. غياث الدين عزام شاه، ابن سيكندر شاه ، خلف العرش وأقام علاقات ودية مع إمبراطورية مينغ الصينية وشجع التجارة. خلال فترة حكمه، قام ما هوان (مَا خُوًا)، وهو مسافر صيني،بزيارة البنغال.

## عدم الاستقرار
في عام 1415 ، أدى الارتباك السياسي وضعف سلالة إلياس شاهي إلى الإطاحة بحكم سيف الدين حمزة شاه من قبل عائلة مَملُوك شهاب الدين بايزيد شاه وبيت غانيشا بعد فترة وجيزة. اعتنق جادو ابن غانيشا الإسلام واتخذ لقب جلال الدين محمد شاه. وخلفه ابنه شمس الدين أحمد شاه. قُتل أحمد على يد النبلاء عام 1436 في محاولة لاستعادة دولة سلالة إلياس شاهي.

## استعادة السلالة
بعد وفاة شمس الدين أحمد، استعاد محمود شاه، سليل شمس الدين إلياس شاه، حكم سلالة إلياس شاهي، الذي اعتلى العرش عام 1437 باسم ناصر الدين محمود شاه الأول.   قُتل آخر حكام سلالة إلياس شاهي جلال الدين فتح شاه على يد قائد حرس القصر الحبشي، شاهزاده باربك الذي اعتلى العرش تحت لقب السلطان باربك شاه. وبهذا انتهى حكم سلالة إلياس شاهي على البنغال.

## قائمة الحكام
| الاسم الفخري                                                                                         | الاسم الشخصي                                               | فترة الحكم |
| --- | ---------------------------------------------------------- | ---------- |
| Sultan Shams ad-Din سلطان شمس الدين (بالبنغالية: সুলতান শামসউদ্দীন)                                       | Ilyas Shah ‏ إلياس شاه (بالبنغالية: ইলিয়াস শাহ)                | 1342–1358  |
| Sultan Abu al-Mujahid سلطان أبو المجاحد (بالبنغالية: সুলতান আবুল মুজাহ্বিদ)                                 | أبو المجاهد سكندر شاه ‏ سكندر شاه (بالبنغالية: সিকান্দর শাহ)    | 1358–1390  |
| Sultan Ghiyath ad-Din سلطان غياث الدين (بالبنغالية: সুলতান গিয়াসউদ্দীন)                                    | Azam Shah ‏ أعظم شاه (بالبنغالية: আজ়ম শাহ)                   | 1390–1411  |
| Sultan Sayf ad-Din سلطان سيف الدين (بالبنغالية: সুলতান সাইফউদ্দীন)                                        | Hamzah Shah ‏ حمزة شاه (بالبنغالية: হামজ়া শাহ)                 | 1411–1413  |
| Sultan Abu al-Muzaffar سلطان أبو المظفر (بالبنغالية: সুলতান আবুল মুজ়াফফর)                                 | Muhammad Shah محمد شاه (بالبنغالية: মোহাম্মদ শাহ)              | 1413       |
| Sultan Nasir ad-Din Abu al-Muzaffar سلطان ناصر الدین أبو المظفر (بالبنغالية: সুলতান নাসিরউদ্দীন আবুল মোজ়াফ্ফর) | Mahmud Shah ‏ محمود شاه (بالبنغالية: মাহমূদ শাহ)               | 1435–1459  |
| Sultan Rukun ad-Din سلطان ركن الدين (بالبنغالية: সুলতান রোকনউদ্দীন)                                       | Barbak Shah ‏ باربک شاه (بالبنغالية: বারবক শাহ)               | 1459–1474  |
| Sultan Shams ad-Din Abu al-Muzaffar سلطان شمس الدین أبو المظفر (بالبنغالية: সুলতান শামসউদ্দীন আবুল মোজ়াফ্ফর)  | Yusuf Shah ‏ يوسف شاه (بالبنغالية: ইউসুফ শাহ)                 | 1474–1481  |
| Sultan سلطان (بالبنغالية: সুলতান)                                                                      | Sikandar Shah II سکندر شاه دوم (بالبنغالية: দ্বিতীয় সিকান্দর শাহ) | 1481       |
| Sultan Jalal ad-Din سلطان جلال الدين (بالبنغالية: সুলতান জালালউদ্দীন)                                      | Fateh Shah ‏ فتح شاه (بالبنغالية: ফতেহ শাহ)                   | 1481–1487  |
| استولى الحبشي شاهزاده باربك على حكم سلطنة البنغال عام 1487 م.                                        |                                                            |            |

- يشير الصف المظلل باللون الفضي إلى بداية سلالة إلياس شاهي المستعادة.

| سبقه سلطنة دلهي | سلطنة البنغال 1342–1415 | تبعه بيت راجا غانيشا |

| سبقه بيت راجا غانيشا | سلطنة البنغال 1437–1487 | تبعه شيدي |